# Freund Róbert
Freund Róbert (Pest, 1852. április 1. – Budapest, 1936. április 8.) magyar-svájci zongoraművész, zenepedagógus.

## Életpályája
Szülei Freund Ármin és Steiner Janka voltak. 1865–1868 között a lipcsei konzervatóriumban tanult. 1869–1970 között Ignaz Moscheles és Theodor Coccius mellett tanult. 1870–1872 között Berlinben tanult Karl Tausiggal. Budapesten Liszt Ferencnél tanult. 1875–1912 között – egy rövid szünettel 1881–1882 között – Zürichben élt és dolgozott. 1876-ban az újonnan létrehozott Zürichi Konzervatórium első zongoratanára lett. 1914-től Budapesten élt nővére, Freund Etelka (1879–1977) családjával.
Tanítványai közé tartozott húga Freund Etelka, Otmar Schöck, Willi Rehberg és Reinhold Lacke.

## Fordítás
- Ez a szócikk részben vagy egészben  a   Robert Freund című katalán Wikipédia-szócikk ezen változatának fordításán alapul.  Az eredeti cikk szerkesztőit annak laptörténete sorolja fel. Ez a jelzés csupán a megfogalmazás eredetét és a szerzői jogokat jelzi, nem szolgál a cikkben szereplő információk forrásmegjelöléseként.